# I'm a Believer
I'm a Believer è una canzone composta da Neil Diamond e registrata dal gruppo The Monkees nel 1966. Il singolo, prodotto da Jeff Barry, entrò al primo posto nella Billboard Hot 100 il 31 dicembre 1966 e vi rimase per sette settimane, diventando così il singolo più venduto del 1967 e uno tra i più venduti di sempre.
La canzone è classificata al 48º posto nella Billboard's All Time Top 100.
Nel gennaio 1967 il singolo rimase primo in classifica per quattro settimane di fila nei Paesi Bassi e nella Official Singles Chart, e per sei settimane di fila in Norvegia, Germania e Austria.

## Descrizione
Neil Diamond aveva già registrato la canzone prima che i Monkees ne facessero una cover e continuò a suonarla durante i suoi concerti.
Una nuova registrazione, col testo in parte modificato, apparve nell'album September Morn, mentre la versione originale è presente in The Essential Neil Diamond. Nel 1995, il comico britannico Vic Reeves registrò una nuova versione in stile comico, insieme al gruppo musicale EMF. La stessa arrivò al 3º posto nelle classifiche del Regno Unito.
Nel 2008 il singolo si classificò primo in seguito ad una votazione dell'emittente di Dallas KLUV.

### Cover degli Smash Mouth
In seguito il gruppo statunitense ska punk Smash Mouth e l'attore Eddie Murphy, nel 2001, realizzarono una cover del brano per la colonna sonora di Shrek, brano poi inserito anche nel terzo album del gruppo, intitolato Smash Mouth. La versione degli Smash Mouth ha ottenuto un grande successo in tutto il mondo, riportando alle classifiche internazionali anche il brano originale dei The Monkees.
La canzone cantata degli Smash Mouth è stata utilizzata nella pubblicità delle merendine Mulino Bianco nel 2002.

## Versioni
- 1966 The Monkees singolo e nel 1967 incluso nell'album More of The Monkees
- 1967 The Fifth Estate nell'album Ding Dong! The Witch Is Dead.
- 1967 The Four Tops nell'album Reach Out
- 1967 The Ventures nell'album Guitar Freakout
- 1967 Neil Diamond nell'album Just for You
- 1967 Caterina Caselli, singolo con testo in italiano intitolato Sono bugiarda
- 1974 Robert Wyatt singolo, incluso nell'album His Greatest Misses
- 1979 Bram Tchaikovsky nell'album Strange Man, Changed Man
- 1979 Neil Diamond nell'album September Morn
- 1979 Tin Huey nell'album Contents Dislodged During Shipping
- 1982 A La Carte nell'album Rockin' Oldies
- 1983 Ivan Cattaneo nell'album Bandiera Gialla, intitolato Sono bugiardo
- 1990 Lulu Santos nell'album Honululu con testo in portoghese
- 1995 Vic and Bob con EMF, singolo
- 1996 Neil Diamond nell'album In My Lifetime
- 2001 Cadet nell'album Cadet
- 2001 Smash Mouth e Eddie Murphy nella colonna sonora di Shrek
- 2005 Daniel O'Donnell nel suo Rock n' Roll Tour
- 2008 Brooke White durante la settima stagione di American Idol
- 2008 Saba & Selina durante l'episodio 2 di Coke Studio in Pakistan
- 2010 Weezer per la colonna sonora di Shrek e vissero felici e contenti

## Classifiche

### Classifiche di tutti i tempi
| Classifica (1958-2021) | Posizione |
| ---------------------- | --------- |
| Stati Uniti            | 69        |